# بخش مونپلیه
بخش مونپلیه (به فرانسوی: Arrondissement de Montpellier) یک بخش در فرانسه است که در شهرستان ارو، فرانسه واقع شده‌است.